# Карл Калбаум
Карл Лудвиг Калбаум (на немски: Karl Ludwig Kahlbaum) е немски психиатър.

## Биография
Роден е на 28 октомври 1828 година в Дреденко, днешна Полша. През 1855 получава медицинската си степен в Берлин, а впоследствие работи като лекар в душевната болница във Вехлау. За известен период е и лектор в Университета в Кьонигсберг (1863 – 66), а от 1867 е директор на психиатрията в Гьорлиц.
Като психиатър Калбаум осъзна, че опита да се групират душевните разстройства, основан на прилики във външните симптоми е безполезен и се опитва в своята работа да развие класификационна система, която групира душевните болести според тяхното развитие и изход. Той е запомнен с изследването си направено в Гьорлиц заедно с Евалд Хекер (1843 – 1909) и което включва изследване на млади психотични пациенти. При анализа на техните душевни болести Калбаум и Хекер представят класификационна система, която използва описателни термини като дистимия, циклотимия, кататония, парафрения и хебефрения. В изследването си те са пионери в приложението на клинични практики в изследването на душевното здраве.
Калбаум се свързва с това, което е познато днес като шизофрения, тогава известно като Jugendliche Irresein или „младежка лудост“ и набляга на важността на родителското възпитание за предотвратяването на това състояние. В своето изследване на кататонията, той публикува монография „Die Katatonie oder das Spannungsirresein“, в която характеризира разстройството като смущение в моторната функционалност, което представлява фаза в прогресиращата болест, която включва стадии на мания, депресия и психози, които типично завършват с деменция.
Бележития „Синдром на Калбаум“ е кататоничен симптом, характеризиран с продължително и безцелно ритмично повторение на думи и изречения, които са безсмислени и незначителни.
Калбаум умира на 15 април 1899 година в Гьорлиц на 70-годишна възраст.

## Научни работи
- Die Gruppierung der psychischen Krankheiten und die Einteilung der Seelenstörungen, 1863
- Die Katatonie oder das Spannungsirresein, 1874
- Die klinisch-diagnostischen Gesichtspunkte der Pathologie; In Volkmann's Sammlung klinisher Vorträge, Leipzig, 1878, Nr. 126.